# Adile Naşit
Adile Naşit (Istambul, 17 de junho de 1930 — Istambul, 11 de dezembro de 1987) foi uma atriz turca, conhecida por atuar em filmes como Neşeli Günler e Hababam Sınıfı com Münir Özkul e Kemal Sunal. Ela também protagonizou muitas peças de teatros e participou de um programa infantil chamado Uykudan Önce como contadora de histórias. Ganhou o prémio Laranja Dourada de melhor atriz pelo filme İşte Hayat no Festival Internacional de Cinema de Antália em 1976.

## Biografia
Adile Naşit era filha do humorista turco Naşit Özcan e da atriz de teatro turco-arménia Amelya Hanım, e irmã do ator de teatro Selim Naşit Özcan.
Adile Naşit morreu aos cinquenta e sete anos por cancro colorretal no dia 11 de dezembro de 1987 e foi sepultada no Cemitério de Karacaahmet. 
A 17 de junho de 2016, assinalando os oitenta e seis anos do seu nascimento, o motor de pesquisa Google dedicou-lhe um Google Doodle.